# Serra do Calvo
Serra do Calvo é uma aldeia da freguesia de Lourinhã